# Рыжов, Виктор Александрович
Виктор Александрович Рыжов — советский хозяйственный, государственный и политический деятель.

## Биография
Родился 22 мая 1933 года в городе Ишим Уральской области (ныне — Тюменская область). Член КПСС с 1960 года.
С 1957 года — на хозяйственной, общественной и политической работе. В 1957—1991 гг. — помощник мастера, старший технолог цеха завода в Омске, второй секретарь Октябрьского райкома ВЛКСМ, секретарь комитета ВЛКСМ завода, первый секретарь Октябрьского райкома, первый секретарь Омского горкома, первый секретарь Омского обкома ВЛКСМ, заместитель заведующего отделом обкома, заведующий отделом горкома КПСС, первый секретарь Центрального райкома партии, второй секретарь Омского горкома КПСС, заведующий отделом Омского обкома КПСС, первый секретарь Омского горкома КПСС.
Избирался депутатом Верховного Совета РСФСР 11-го созыва. Делегат XXVII съезда КПСС и XIX партконференции.
Жил в Омске.